# Plegaria para un niño dormido
«Plegaria para un niño dormido» es una canción compuesta por el músico argentino Luis Alberto Spinetta, que integra -como track 6- el álbum Almendra I de 1969, de la banda de rock Almendra, álbum que ha sido ubicado en la sexta posición entre los mejores de la historia del rock argentino.
Almendra estaba integrada por Luis Alberto Spinetta (guitarra y primera voz), Edelmiro Molinari (primera guitarra), Emilio del Guercio (bajo y coros) y Rodolfo García (batería).
El tema ha sido incluido entre los diez temas imprescindibles del cancionero de Spinetta.

## Contexto
El álbum Almendra I fue grabado en 1969 por la banda de rock Almendra en la que apareció la creatividad genial de Luis Alberto Spinetta, que solo contaba en ese momento con 19 años y grababa su primer álbum.
Tuvo un impacto fundacional en la música popular argentina. En 21 de julio de 1985 el periodista Carlos Polimeni publicó en el suplemento Espectáculos de Clarín una encuesta entre periodistas y músicos destacados del rock argentino sobre los álbumes más influyentes del rock argentino. De los 31 músicos que contestaron, 23 de ellos escogieron el primer álbum de Almendra, seguido lejos de Yendo de la cama al living de Charly García con 12 elecciones y en tercer lugar otro álbum de Spinetta, Artaud, con 10.
El álbum abre también con la canción "Muchacha (ojos de papel)", considerada la segunda mejor canción de la historia del rock argentino, tanto en el ranking realizado por la revista Rolling Stone y la cadena MTV, como en la realizada por el sitio Rock.com.ar.
En la segunda mitad de la década de 1960 había estallado mundialmente el rock como contracultura juvenil: Los Beatles, el movimiento hippie, el pelo largo, jean, la minifalda y el unisex, la revolución sexual, la oposición a la guerra de Vietnam.. En ese momento el rock era un género musical esencialmente anglosajón, que solo excepcionalmente se cantaba en español y cuando se hacía, sufría la desvalorización mediática y social, además de carecer casi siempre de originalidad musical y profundidad lírica. En Argentina, en la segunda mitad de la década de 1960 y sobre todo a partir del éxito del sencillo "La balsa" de la banda Los Gatos en 1967, comenzó a aparecer una corriente roquera original, conocida como "rock nacional", cantado en español, que adquirió una masividad creciente y una fuerte capacidad de identificación entre los jóvenes.
El álbum Almendra impactó en ese contexto, definiendo la originalidad, la masividad y la calidad del llamado "rock nacional" argentino en gestación.

Se trata del disco que abrió una dimensión nueva en la canción argentina, la de la canción con armonías de marcado cuño beatle fusionados con elementos del tango, el jazz y el folclore, que luego transitarían Charly García, Fito Páez, Andrés Calamaro y tantos otros.
Juan Francisco Gentile.

## Los códigos del hombre de la tapa
Las canciones del álbum están clasificadas de acuerdo a tres códigos figurativos, referidos al hombre de la tapa: el ojo, la lágrima y la flecha de sopapa. A "Plegaria..." le corresponde la lágrima, al igual que "Muchacha (ojos de papel)", "Figuración" y "Que el viento borró tus manos". El sobre interior indica que la lágrima corresponde a los "temas que están en el brillo de la lágrima de mil años que llora el hombre de la tapa".

## La canción
"Plegaria para un niño dormido" es el sexto track, segundo del lado B, del álbum Almendra I. Se trata de una de las canciones más antiguas -junto con "Barro tal vez"- del cancionero de Spinetta, compuesta en 1965, con apenas quince años, antes incluso de la formación de Almendra. Se trata de una bellísima balada con forma de canción de cuna, de tono melancólico y letárgico, y cierto aire tanguero.
El tema comienza con un solo de guitarra eléctrica de gran dulzura que da paso a un canto pausado a partir de un acorde de mi menor que se combina inicialmente con acorde de si mayor séptima, pero inmediatamente se complica con una sucesión sol mayor-fa mayor-mi mayor, que a su vez vuelve a complicarse escalando a una nueva combinación fa sostenido mayor-re mayor. El delicado ingreso de un fraseo de piano durante el estribillo, tocado a partir de un acorde do mayor, le aporta luminosidad a la canción.
La letra expresa a un narrador en tercera persona testimonial, que relata los sentimientos que le van brotando ante la visión de un niño durmiendo y que toma la forma de una plegaria para que "nadie despierte al niño", pasando imperceptiblemente el narrador a la segunda persona del plural:

¡Dejenló que siga soñandó felicidad!
Plegaria para un niño dormido

Esta canción ha sido célebre por el uso por parte de Spinetta de la diástole, es decir una licencia poética que habilita al escritor a correr el acento hacia la derecha. Spinetta utilizó la diástole para cambiar el sonido de las palabras "plegaria" y "niño", que abren la canción y resultan centrales en el tema, acentuándolas como "plegariá" y "niñó": «plegariá para un niñó dormido». También lo hace en la segunda parte, en la estrofa arriba citada, en las palabras "déjenlo", "soñando" y "dormido", que acentúa "dejenló", "soñandó" y "dormidó", respectivamente. El recurso literario de Spinetta le aportó a la canción gran parte de su encanto, y también críticas, en particular de parte del diario Clarín, que cuestionó el valor estético del álbum precisamente por el uso de la diástole. El recurso también había sido usado en "Figuración", en el mismo álbum, iniciándose la canción con la frase «figuraté que pierdes la cabeza».
Se ha señalado reiteradamente la belleza poética de "Plegaria...":

Plegaría para un niño dormido,
quizás tenga flores en su ombligo
y además, en sus dedos que se vuelven pan,
barcos de papel sin altamar.
Plegaria para un niño dormido

Eduardo Berti registra en su libro una breve conversación con Spinetta sobre el tema, en la que el músico destaca el contenido social que tiene la canción y señala que se trata de un niño azotado por la pobreza:

El tema habla por sí mismo. De algún modo es un tema contestatario. Hay una crítica a la sociedad y a la injusticia del mundo. Hoy podría llamarse "Los pibes de las barreras" o "Vendedores de limones en las barreras". En ese sentido, el tema tiene la virginidad que le corresponde. No hay ningún atentado en la plegaria, es una cosa toda dulce. Hasta la denuncia se hace con dulzura. Y eso habla a las claras también de un sistema represivo. Por más que el tema es llamativo y tenía un gran impacto cuando lo cantaba, si analizás la letra ves que es símbolo de una ideología cristiana: el semejante, el prójimo, la solidaridad. Una temática a la que Nietzsche se opone rotundamente.
Luis Alberto Spinetta

En enero de 1970, simultáneamente con la salida a la venta del álbum, una revista de mínimo tiraje, Alquitrán, le pidió a Spinetta una nota sobre el álbum que consistiera en dibujos de cada tema con un breve comentario al pie. Durante varias décadas no hubo conocimiento de esos dibujos, hasta que en 2005 un investigador halló un ejemplar de la revista. En ese artículo, titulado "No solo del canto vive la Almendra", Spinetta ilustró la canción con el dibujo de un niño lustrabotas durmiendo y un texto que dice:

Fue grabado en directo como Color Humano. Lo importante no fue despertarlo al niño y hacerlo más chiquitito.
Luis Alberto Spinetta (revista Alquitrán, enero 1970)

Una versión nunca confirmada ni desmentida por Spinetta, aunque si desmentida por algunos críticos musicales, señaló históricamente que el tema estaba inspirado en Juanito Laguna, un personaje creado a comienzos de la década de 1960 por el pintor argentino Antonio Berni, que representaba a un niño habitante de las villas miseria de Buenos Aires; en especial los cuadros "Juanito dormido", aunque éstos datan de 1974 y 1978, mucho después de que Spinetta compusiera la canción. Sin embargo, los mismos especialistas que desmienten la inspiración directa, como Carlos Polimeni, sostienen que tampoco es posible no mencionar su influencia.
La presencia, la denuncia y la reivindicación de personajes marginales, alienados y reprimidos, vulnerables en general, será una preocupación constante en la obra de Spinetta.